# تلزيق (فن)

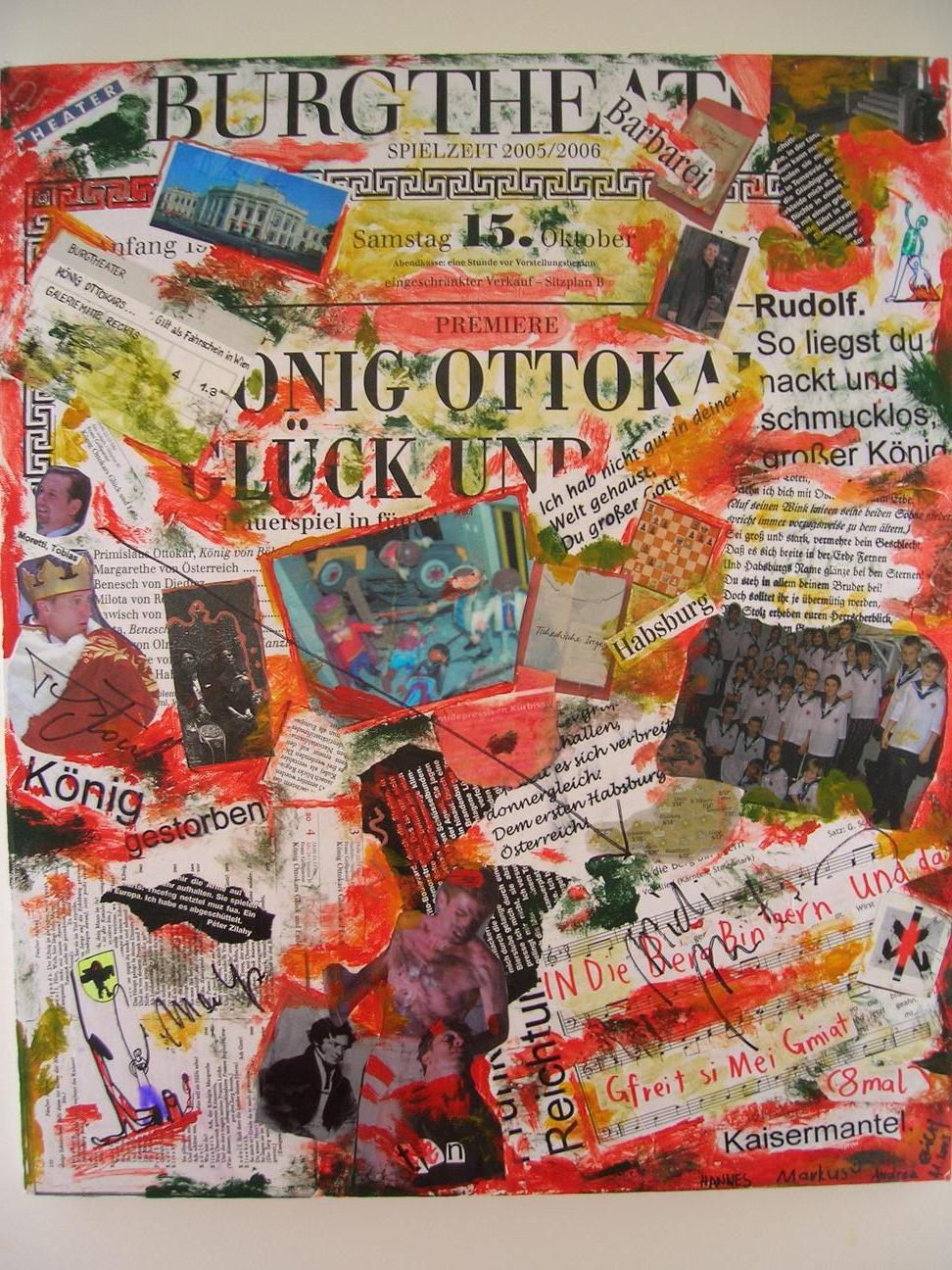
عمل بالتلزيق يتكون من صور ضوئية وورق مجلات

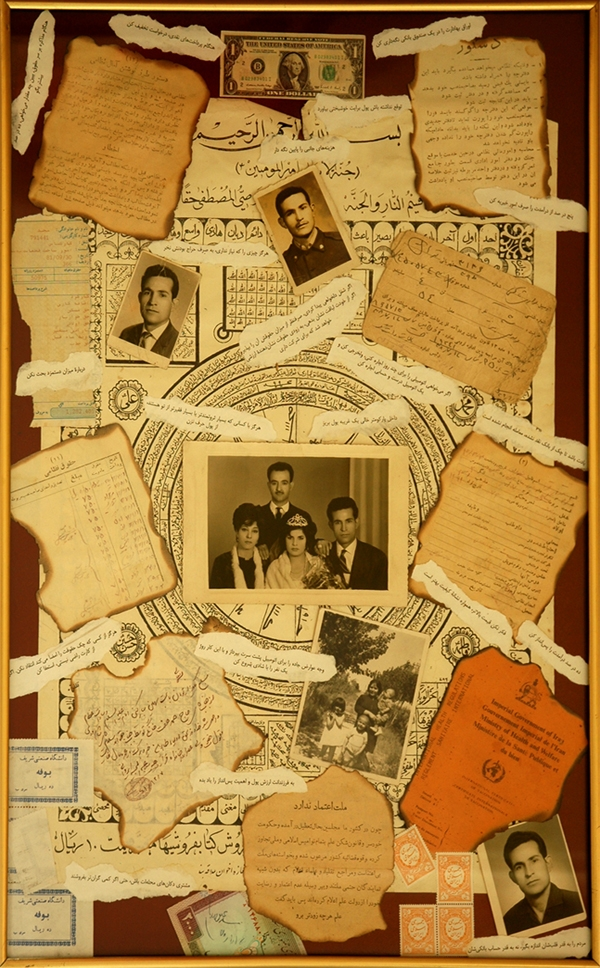
عمل بالتلزيق يتكون من صور ضوئية - مجيد فراهاني

التلصيق أو التلزيق (بعدة لغات من الفرنسية: Collage، (نقحرة: كولاج) والتي تعني لصق) هو عمل فني يقوم على تجميع أشكال مختلفة لتكوين عمل فني جديد. إن استخدام هذه التقنية كان له تأثيره الجذري بين أوساط الرسومات الزيتية في القرن العشرين كنوع من الفن التجريدي أي التطويري الجاد. وقد تمت تسميته من قبل الفنانين جورج براك الفرنسي وبابلو بيكاسو الإسباني في بدايات القرن العشرين.وهو من الفنون المعاصره .

## المواد المستخدمة
إن عمل التلزيق الفني قد يتضمن قصاصات الجرائد، الأشرطة، أجزاء من الورق الملون المصنوعة يدوياً، ونسبة من الأعمال الفنية الأخرى والصور الضوئية وما إلى ذلك. حيث يتم تجميع هذه القطع والقصاصات وتلصق على قطعة من الورق أو القماش.

## نشأة التلزيق
نشأ التلزيق (التلزيق) أو فن لصق القصاصات في الصين، عندما اخترع الورق في القرن الثاني قبل الميلاد تقريباً. ومع ذلك فإن استخدام التلزيق ظل محدود حتى القرن العاشر للميلاد، حين بدأ الخطاطون في اليابان باستعمال مجموعة من القصاصات من الورق ليكتبوا على سطحها إنتاجهم من الشعر. وارتبط ميلاد وتطور فن التلزيق الحديث بميلاد موجة جديدة في الفنون أطلق عليها الحداثة.
أما في أوروبا، فقد ظهرت تقنية التلزيق في القرون الوسطى خلال القرن الثالث عشر للميلاد، عندما بدأت الكاتدرائية Gothic Cathedrals باستخدام لوحات تصنع من أوراق الأشجار المذهبة. والأحجار الكريمة وبعض المعادن الثمينة في اللوحات الدينية.
وفي القرن التاسع عشر للميلاد استخدمت طرق التلزيق أيضا بين أوساط هواة الأعمال اليدوية للتذكارات مثل استخدامهم لها في تزيين البومات الصور والكتب.
اشتق مفهوم التلزيق من اللفظ collar والذي اخترعه Georges Braque وبيكاسو Pablo Picasso في بداية القرن العشرين للميلاد عندما أصبح التلزيق جزء مهم من الفن الحديث.

## المونتاج التصويري
المونتاج الضوئي نوع من أنواع فن التلزيق. يعتمد على تكوين صورة جديدة من مجموعة من الصور أو من أجزاء الصور الضوئية. انتشر استخدام هذا التكنيك في الصحف والمجلات. وأصبح في أيامنا أسهل وأكثر انتشارا باستخدام برامج كمبيوتر متخصصة في تركيب الصور. أبرزها فوتوشوب.

## التلزيق في الرسومات
كان الفنان بيكاسو Pablo Picasso أول من استخدم تقنية التلزيق في الرسومات الزيتية، حيث ألصق قطعة من القماش المشمع بكرسي على قطعة قماش في عام 1912.
أما فنانو السريالية وهي مذهب في الفن والأدب للتعبير عن العقل الباطن بصوره يعوزها الترابط، فقد استخدموا القصاصات أو التلزيق بشكل أكثر توسع، إن Cubomaniaوهي طريقة سرياليه كانت عبارة عن قصاصات صنعت بواسطة قص صورة إلى مربعات ثم تجمع بطريقة أوتوماتيكية أو عشوائية. أما إن تقنية Inemage فهي اسم أطلقه René Passerson في الغالب على أحد الأساليب السريالية.
هناك طريقة مشابهة تقريباً أو مماثلة أطلق عليها Richard Genovese اسم etrécissements مستوحاة أساساً من الفنان Marcel Mariën. كما أن Genovese قدم لنا تقنية أخرى وهي إضافة طبقات من الصور بطريقة فيها نوع من الحركة النسبية في زوايا اللوحة الأصلية، ثم إزالة جزء من طبقة الصورة العلوية لتكشف لنا عن الصور التي تحتها أطلق عليهاexcavation.أما Penelope Rosemont فقد ابتكر عدة طرق أخرى منها prehensilhouette و landscapade. وبالتالي كان التلزيق هو نموذج الفن في القرن العشرين لكن لم إدراك ذلك في ذلك الوقت.

### أسلوب لوحة التلزيق
ذكر محسن عطية في كتابه «التفسير الدلالي للفن» أنه في المرحلة التكعيبية أحدث بيكاسو بإسلوب التلزيق صدمة. والأوراق المقصوصة حولت الصور إلى أخرى أفرغت من معناها، وحلت فيها معانٍ أخرى. والصدمة يحدثها الانتقال المفاجئ من المعنى الشائع الذي بدأ منه الفنان والمعنى الآخر المتزامن معه، حيث ينتقل المشاهد عبر نقطة بين عالم وآخر عبر وسيط حسي.
أيضاً هناك تقنية «قصاصات القماش»، وهي عبارة عن لصق عدة رقع من القماش المطبوع بشكل متفرق على واجهة قطعة قماش أساسية. وقد برع الفنان البريطاني John Walker بهذه التقنية في رسوماته في أواخر السبعينات ولكن قصاصات القماش كانت أساساً جزءاً مكملاً للأعمال mixed media الفنانJane Frank خلال الستينات. أما الفنانة Lee Krasner الناقدة الذاتية الشديدة فكانت تقطع لوحاتها إلى أجزاء فقط لتصنع منها لوحة جديدة.
عندما يتجاور شكلان منفصلان أو مجلوبان من نوعيتين مختلفتين من المواد في لوحة التلزيق على مسطح العمل الفني، مثلما في لوحة [آلات وخضرة] [1996] للفنان محسن عطية، ينتج الواقع الأشد قوة الذي هو العمل الفني [ما فوق الواقع]. وذلك يعنى أن الفنان قد اتبع منطق الكارثة في التعامل مع الانتقالات الشكلية. فقد تجاوز [منطق التغيرات التدريجية] الهادئة، لأن عملية القص واللصق تشبه فعل الزلزال الذي يحدث تغييراً غير معروف مسبقاً؛ بل يحدث [صدعاً] على سطح العمل الفنى؛ وينتج صيغتين؛ إحداهما فوق الأخرى؛ ويبدأ عمل الاستعارة؛ «فيوحي الفنان بالتشبيهات ويجعل الأشياء الجامدة مؤنسنة».

## التلزيق في الموسيقى
الموسيقى لا تعد من الفنون البصرية لكن هناك ما يعرف بفن التلزيق الموسيقي. يعتمد على مزج أجزاء من أعمال موسيقية مختلفة لتكوين عمل فني جديد. وقد انتشر هذا الفن في النصف الثاني من القرن العشرين نتيجة لتطور امكانيات تكنولوجيا التسجيل الضوئي. كما أن الموسيقى الإلكترونية من أكثر نماذج هذا الأسلوب.